# Noswendel
Noswendel ist ein Stadtteil der Stadt Wadern im Landkreis Merzig-Wadern im nördlichen Saarland (Deutschland). Das Dorf liegt am Fuß des Schwarzwälder Hochwaldes und ist Teil des moselfränkischen Sprachraums.

## Geographie

### Ortsteile

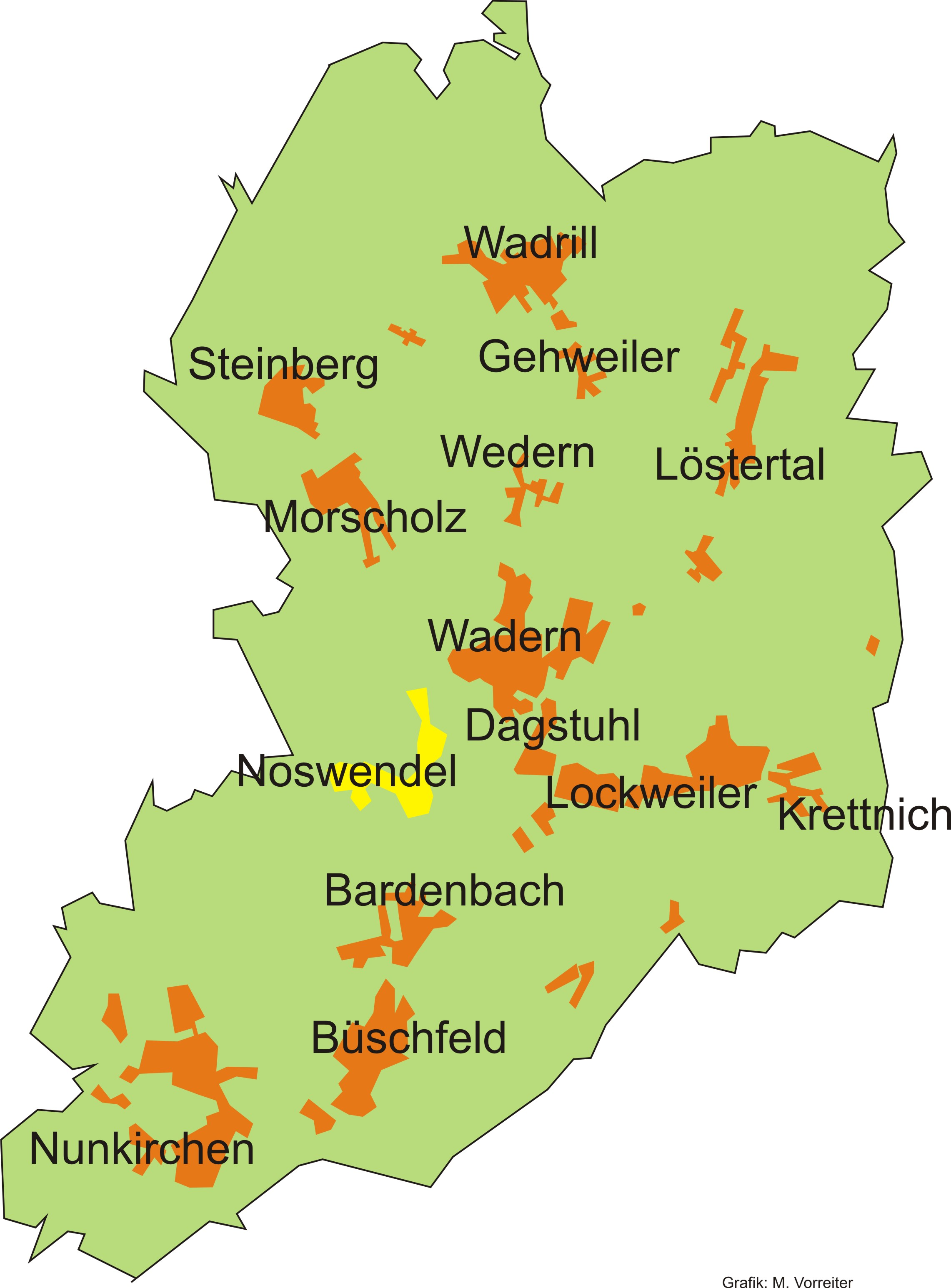
Lage von Noswendel in der Stadt Wadern

Noswendel gliedert sich in die Ortsteile Noswendel, Noswendelroth und Batschweiler. Während sich Noswendel und Noswendelroth in den letzten Jahren auch geographisch durch zunehmende Bebauung immer mehr annäherten, ist Batschweiler kaum als Ortsteil von Noswendel zu erkennen, da es auf der westlichen Seite des Röderwaldes ca. 3 km vom heutigen Ortskern entfernt an der L152 zwischen Nunkirchen und Thailen gelegen ist und keine direkte Verkehrsverbindung zum Ortskern besteht.
Im Westen von Noswendel befindet sich der 346 Meter hohe Rotherberg.
Beim Wettbewerb „Unser Dorf soll schöner werden“ erhielt Noswendel bereits mehrere Auszeichnungen, darunter Sieger im Landkreis Merzig-Wadern (1983, 1989, 1994) und Silbermedaillen auf Landesebene (1983, 1989, 1994).

## Geschichte

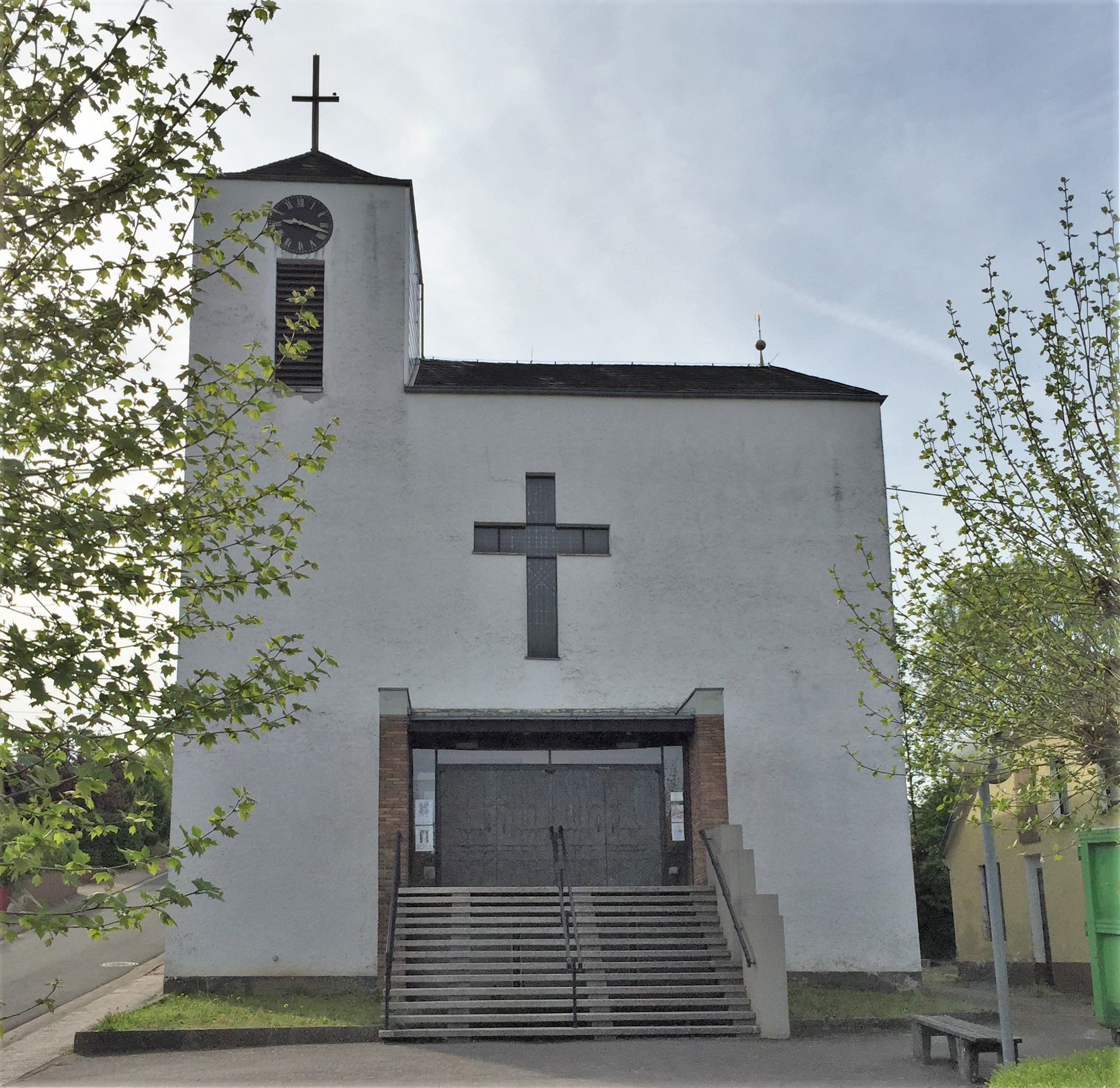
Die Kirche in Noswendel prägt das Bild der Ortsmitte. Das Gotteshaus wurde 1933 geweiht

Noswendelroth ist während der Rodungsperiode zwischen dem 9. und 13. Jahrhundert entstanden. Noswendel selbst ist älter. Hügelgräber weisen sogar auf eine Besiedlung vor Christi Geburt hin. Später führte die Römerstraße an Noswendel vorbei.
Die erste urkundliche Erwähnung von Noswendel ist im Jahre 1335 als „Noiswie“ in Büchern der Abtei Mettlach nachgewiesen. Der Name des Ortes, der etwa so viel wie „nasse Wiese“ bedeutete, wandelte sich über „Nooßwendel“ (1649) bis zur heutigen Bezeichnung.
Im Mittelalter bis zur französischen Revolution war Noswendel ein Teil der Herrschaft Dagstuhl.
Der Ort Batschweiler wird erstmals 1647 urkundlich erwähnt.
Noswendel gehörte bis zum Ende des Ersten Weltkrieges dem Landkreis Merzig an, der Bestandteil des preußischen Regierungspräsidiums Trier war. Dieser Landkreis wurde im Jahre 1920 nach den Bestimmungen des Versailler Vertrages dem unter Völkerbundsverwaltung stehenden Saargebiet zugewiesen – mit Ausnahme der Hochwaldgemeinden (Amtsbezirke Wadern, Losheim und Weiskirchen), darunter auch Noswendel, die unter der Bezeichnung „Restkreis Merzig“ weiter beim Regierungspräsidium Trier verblieben. Die landrätliche Verwaltung des „Restkreises“ befand sich in Wadern. Nach dem Zweiten Weltkrieg verfügte Frankreich die Zugehörigkeit des „Restkreises“ zu dem unter französischem Einfluss stehenden neu gebildeten Saarland.
Am 1. Januar 1957 wird das Saarland und damit auch Noswendel wieder ein Teil des deutschen Staates. Der wirtschaftliche Anschluss an die Bundesrepublik erfolgt allerdings erst am 6. Juli 1959.
Im Rahmen der saarländischen Gebiets- und Verwaltungsreform wurde am 1. Januar 1974 die bis dahin eigenständige Gemeinde Noswendel aufgelöst und der Gemeinde Wadern zugeordnet, die wiederum im Jahre 1978 zur Stadt erhoben wurde.

## Politik

### Ortsrat
Ergebnisse der Ortsratswahlen vom 9. Juni 2024
- ProHochwald: 44,66 4 Sitze
- CDU: 43,62,6 %, 4 Sitze
- Bündnis 90/Die Grünen: 11,72 %, 1 Sitz

### Ortsvorsteher
Seit der Gebietsreform 1974:
- Alois Biesel (1967 bis 1974)[4]
- Edgar Schuster (1974 bis 1999)
- Hermann Leidinger (1999 bis 2011)
- Rudolf Hero (2011 bis 2019)
- Frederik Sturm, ProHochwald (ab 2019)

### Wappen
- Oben rechts: auf Silber ein rotes Kreuz, das Wappen des Kurfürstentums Trier als Hinweis auf die frühere Zugehörigkeit des Ortes.
- Oben links: auf Blau ein silberner Wellenbalken mit Mühlstein und Keltenurne als Hinweise auf den durch die Gemarkung fließenden Wahnbach (Speckenbach) und den Noswendeler See mit den erforderlichen Wasseranlagen und Naturschutzgebiet sowie auf die Funde aus der Keltenzeit in Noswendel.
- Unten rechts: auf Grün ein silberner Lindenzweig als Hinweis auf die alte Linde am Dorfeingang und auf das Naturschutzgebiet.
- Unten links: auf Gold eine rote Wolfsangel als Hinweis auf die frühere Zugehörigkeit zur reichsfreien Herrschaft Dagstuhl, Wappen des Trierer Kurfürsten Philipp Christoph von Sötern.

Entwurf: Willy Weinen.

### Städtepartnerschaft
Seit 1968 unterhält Wadern eine Städtepartnerschaft mit der französischen Stadt Montmorillon im Département Vienne. Diese Partnerschaft wurde 1973 auf Noswendel ausgeweitet.

## Kultur und Sehenswürdigkeiten

### Noswendeler See

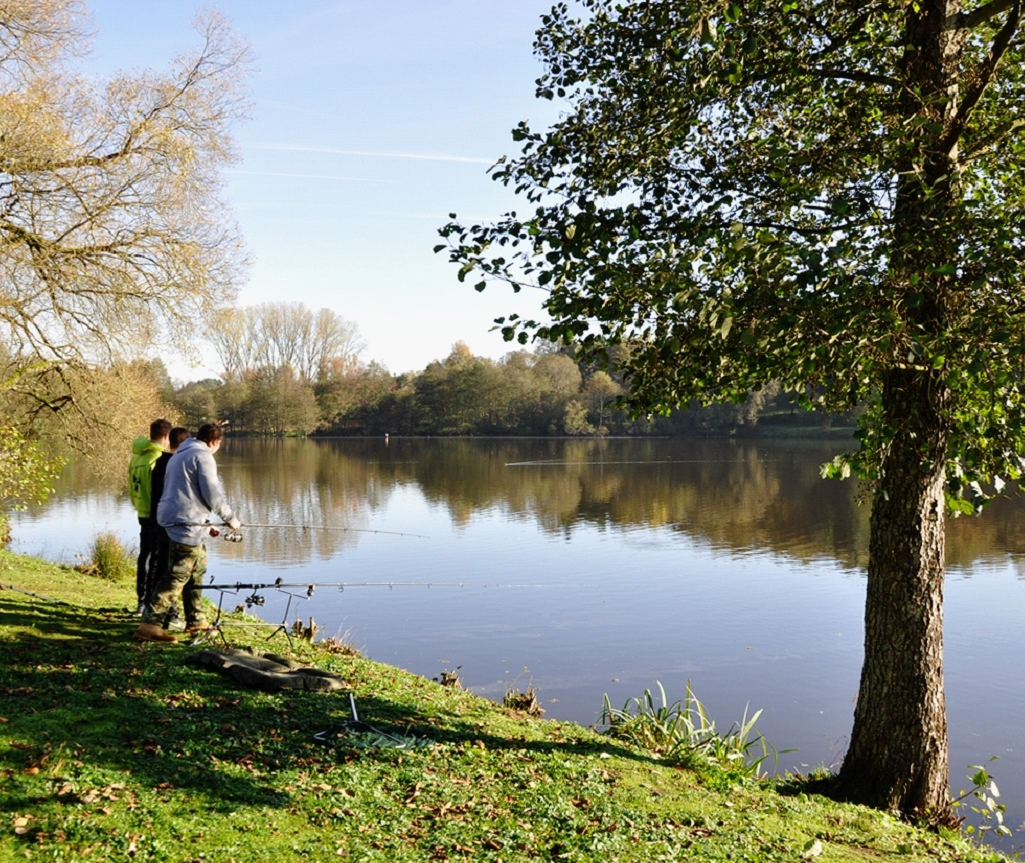
Der Noswendler See bietet naturnahe Erholung.

Der ca. 6,6 ha große Noswendeler See wurde 1979 angestaut und bildet das Herzstück des Naherholungszentrums zwischen Noswendel und Noswendelroth, in dem in der Hochsaison alljährlich eine Vielzahl von Veranstaltungen stattfinden. Der Noswendeler See wird vom Wahnbach gefüllt, der bei der Pascalhütte an der Landesgrenze des Saarlandes und Rheinland-Pfalz bei Steinberg entspringt und nördlich von Büschfeld in die Prims mündet.
Das Noswendeler Naturschutzgebiet „Noswendeler Bruch“ ist mit einer Fläche von ca. 100 Hektar das größte Feuchtbiotop im ganzen Saarland.
Prägendes Element des Ortsbilds ist die 1933 geweihte Kirche im Ortsteil Noswendel, deren Grundstein am 19. Juni 1932 gelegt wurde.

### Veranstaltungen
- Lampionfest (Mitte Juli)
- DEKO-Volkslauf (Ende Juli)
- Open Dosen Festival (Juli)
- Kirmes (Ende August)
- Herbst- und Schlachtfest (Mitte September)

### Sport
Noswendel verfügt über einen Hartplatz, der vom FC Noswendel Wadern als Ausweichplatz genutzt wird. Hauptspielstätte des 2015 gegründeten Vereins, der aus den vorher selbstständigen Vereinen SV Noswendel und TuS 09 Wadern hervorging, ist der Rasenplatz im Waderner Christianenberg-Stadion. Dem Vereinszusammenschluss im Jahre 2015 gingen 17 Jahre einer Spielgemeinschaft als SG Noswendel/Wadern voraus. In der Saison 2019/2020 spielt die erste Mannschaft des FC in der zweithöchsten Liga des Saarländischen Fußballverbandes, der Verbandsliga Süd-West und ist somit die höchstklassige Fußball-Mannschaft der Stadt Wadern. In Noswendel werden für den Tennissport drei Sandplätze vorgehalten.

### Vereine
Die wichtigsten Vereine in alphabetischer Reihenfolge:
- DRK-Ortsgruppe Noswendel-Nunkirchen
- Freiwillige Feuerwehr Noswendel
- Heimat- und Verkehrsverein
- Jugendclub Noswendel
- Karnevalsverein „Graad see lääds!“
- Katholischer Kirchenchor Noswendel
- Katholische Frauengemeinschaft Noswendel
- Naturschutzverein
- Männergesangsverein Noswendel
- Musikverein „Lyra“
- Obst- und Gartenbauverein
- Tennisverein Noswendel

## Wirtschaft und Infrastruktur
Noswendel verfügt über ein Gewerbegebiet („Michael-Uwer-Straße“). Der Ort kann Freizeitanlagen rund um den Noswendler See vorweisen, darunter ein Tretbootverleih. Noswendel hat eine Kneippanlage. Der Musikpavillon im Dorfzentrum wird für Veranstaltungen genutzt. Im Stadtteil gibt es ein Pfarr- und Jugendheim und ein Feuerwehrhaus. Wohnmobilstellplätze finden sich in unmittelbarer Nähe zum See.

### Erziehungs- und Bildungseinrichtungen
- Förderschule Lernen
- Städtische Kindertagesstätte „Villa Wackelzahn“ Noswendel

## Söhne und Töchter des Ortes
- Peter Imandt (1823–1897), Vertreter der deutschen Arbeiterbewegung im 19. Jahrhundert, der sich u. a. an der Deutschen Revolution 1848/49 beteiligte